# Enicospilus bellator
Enicospilus bellator là một loài tò vò trong họ Ichneumonidae.